# ولادیمیر سمیونف (ورزشکار)
ولادیمیر سمیونف (روسی: Владимир Викторович Семёнов؛ ۱۰ مهٔ ۱۹۳۸ – ۲۱ نوامبر ۲۰۱۶) بازیکن واترپلو اهل اتحاد جماهیر شوروی سوسیالیستی بود.